# Silves (Portugal)
Silves es una localidad y un municipio de Portugal situado en el distrito de Faro, en el Algarve. La ciudad, de unos 6300 habitantes, fue la antigua capital del Algarve. El municipio cuenta con 678,75 km² y 37 776  habitantes (2021), subdividido en seis freguesias. 

## Geografía
Limita con los municipios de Loulé, Albufeira, Almodôvar, Lagoa, Portimão, Monchique, Odemira y el océano Atlántico.

### Demografía
| Gráfica de evolución demográfica de Silves entre 1864 y 2021 |
|                                                              |
| Datos según el nomenclátor publicado por el INE portugués.   |

### Organización territorial
El municipio de Silves está formado por seis freguesias:
- Alcantarilha e Pêra
- Algoz e Tunes
- Armação de Pêra
- São Bartolomeu de Messines
- São Marcos da Serra
- Silves

### Playas
- Playa de Armação de Pêra
- Playa de los Pescadores
- Playa Grande Oeste
- Playa Grande Este

## Historia

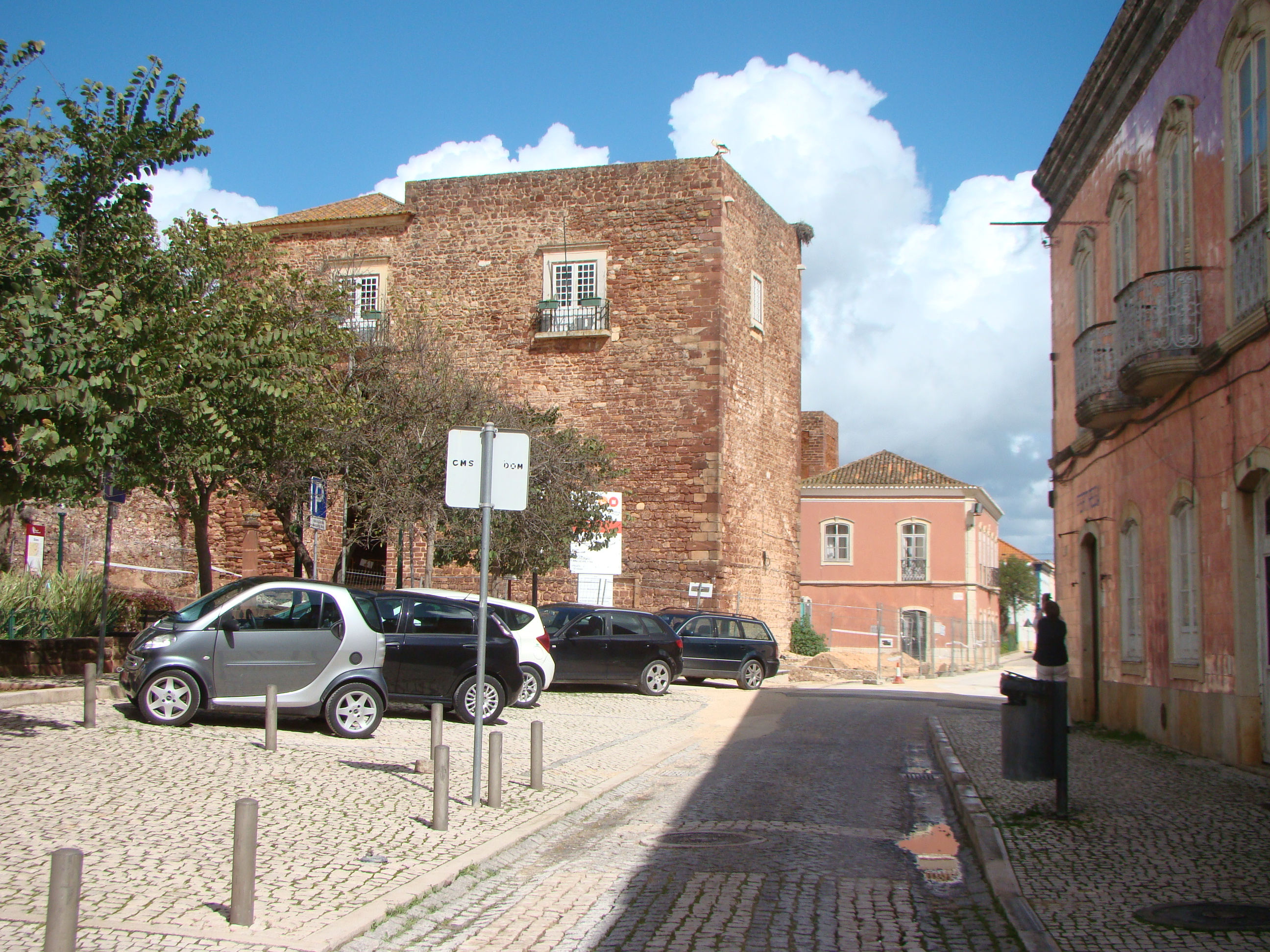
Cerca del Castillo.

La historia de Silves se remonta a hace unos 3000 años. Fue habitada por fenicios y cartagineses, y más tarde conquistada por los romanos. Recientemente, arqueólogos alemanes de la universidad de Jena han descubierto en un campo cerca de la localidad los restos de los muros de una villa romana. Se han hallado restos de cerámica y mosaico, el perfil de un edificio de tres alas, restos de los muros exteriores masivos, que rodeaban los muros interiores del edificio. Asimismo aseguran haber encontrado broches de bronce, restos de frescos murales, miles de teselas de mosaico y monedas con la efigie del emperador Constantino y ánforas. 

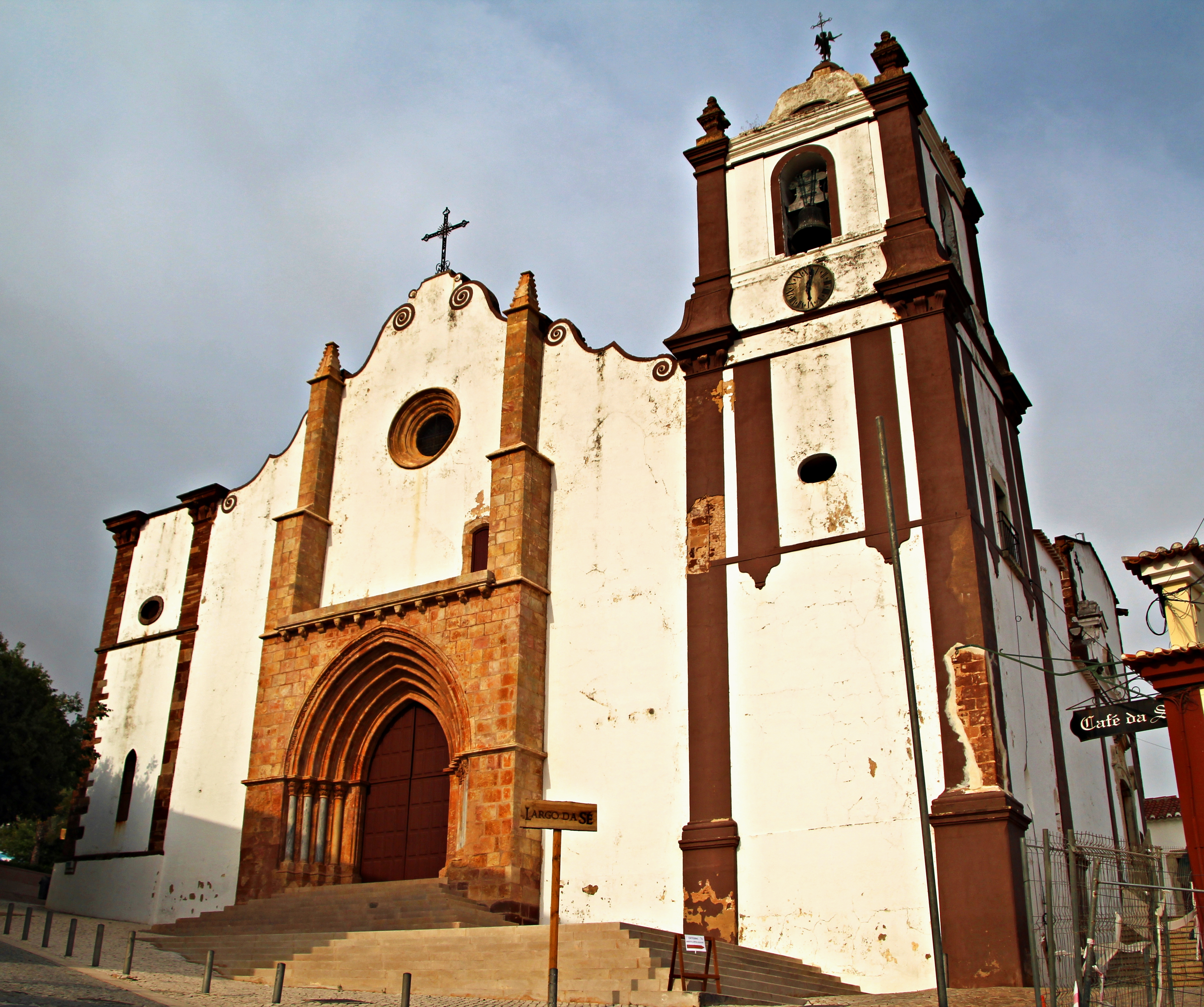
Portada de la Catedral

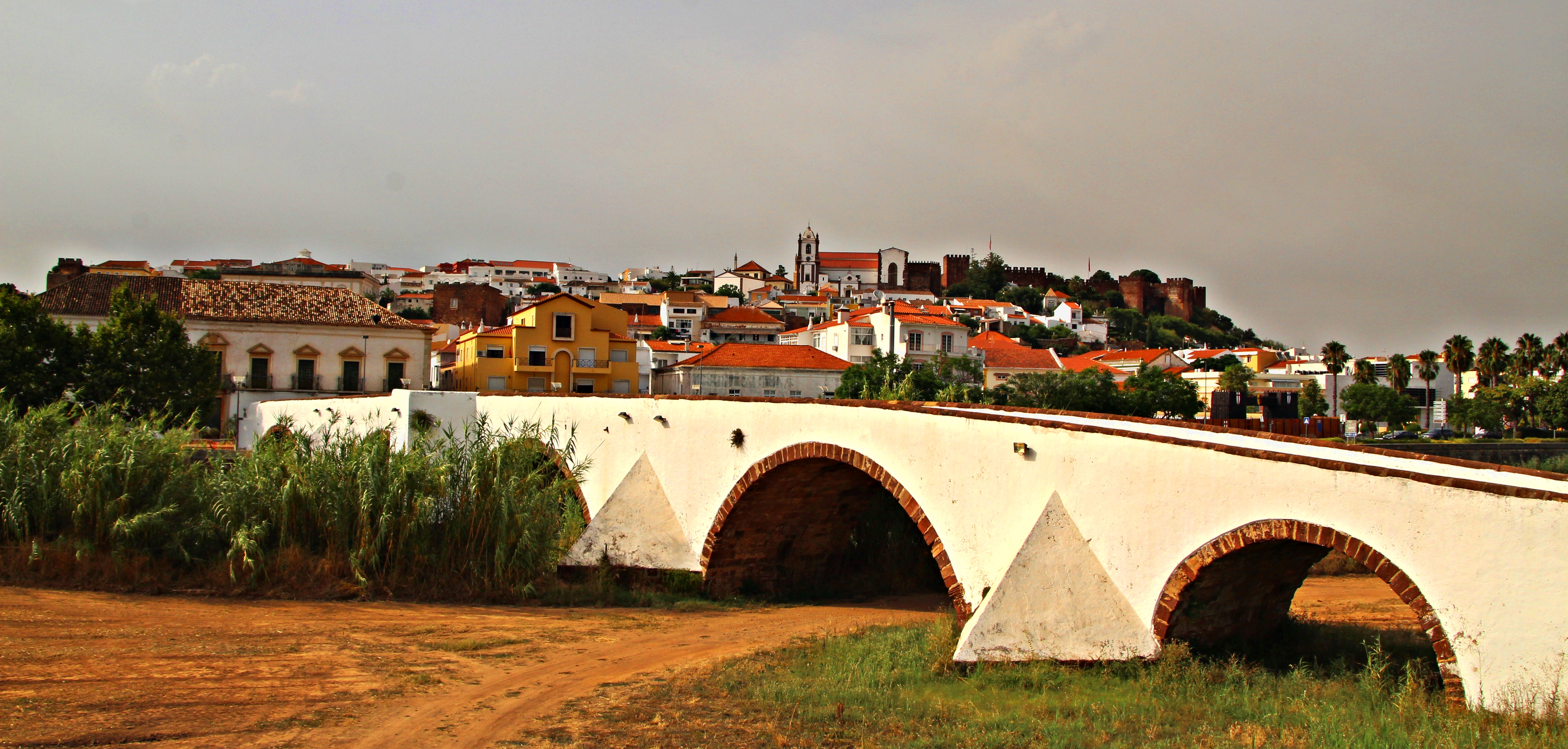
Panorámica desde el puente

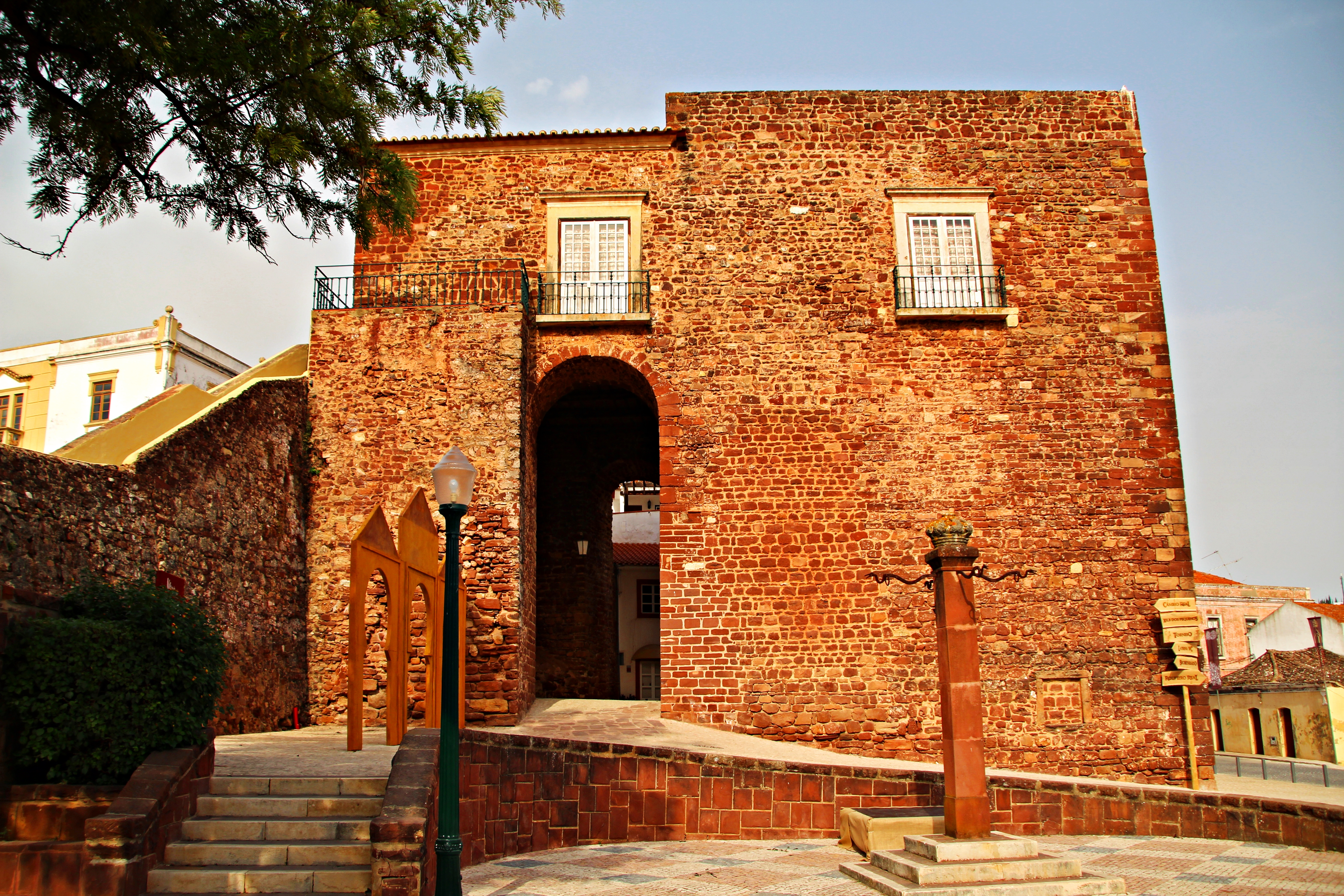
Puerta en la muralla de Silves

Tras la conquista musulmana se convirtió en la capital de la región del Algarve, recibiendo el nombre de Silb durante el dominio musulmán. 
En 1189 fue conquistada por Sancho I, que la perdió ante los almohades hacia 1191.

## Monumentos y lugares de interés
- Castillo de Silves.
- Castillo de Alcantarilha.
- Catedral de Silves.